# 24104 Vinissac
24104 Vinissac è un asteroide della fascia principale. Scoperto nel 1999, presenta un'orbita caratterizzata da un semiasse maggiore pari a 2,2730358 UA e da un'eccentricità di 0,0988304, inclinata di 7,28790° rispetto all'eclittica.